# Dexosarcophaga bidentata
Dexosarcophaga bidentata är en tvåvingeart som beskrevs av Carroll William Dodge 1966. Dexosarcophaga bidentata ingår i släktet Dexosarcophaga och familjen köttflugor. Inga underarter finns listade i Catalogue of Life.